# أندرو بينيت (موظف مدني)
أندرو بينيت هو موظف مدني كندي، ولد في 1972 في تورونتو في كندا.